# قره قلعه
قره قلعه مربوط به عصر آهن ۳ - دوران پیش از تاریخ ایران باستان است و در شهرستان مشگین‌شهر، بخش مرکزی، دهستان مشکین غربی، روستای کللر محمد حسن واقع شده و این اثر در تاریخ ۲۶ اسفند ۱۳۸۷ با شمارهٔ ثبت ۲۵۸۳۲ به‌عنوان یکی از آثار ملی ایران به ثبت رسیده است.